# Pro Bowl 1977
Match précédent Match suivant
Le AFC-NFC Pro Bowl 1977 est le Match des étoiles de football américain de la National Football League pour la saison 1976. Il se joue au King County Domed Stadium à Seattle le 17 janvier 1977 entre les meilleurs joueurs des deux conférences de la NFL, la National Football Conference et l'American Football Conference. La rencontre est remportée sur le score de 24 à 14 par l'équipe représentant l'American Football Conference.